# Fjärås kyrkby
Fjärås kyrkby is een plaats in de Zweedse gemeente Kungsbacka in de provincie Hallands län en het landschap Halland. De plaats heeft 2213 inwoners (2005) en een oppervlakte van 136 hectare.